# Vailly-sur-Sauldre
Vailly-sur-Sauldre je naselje in občina v osrednjem francoskem departmaju Cher regije Center. Leta 2008 je naselje imelo 990 prebivalcev.

## Geografija
Kraj leži v pokrajini Berry ob reki Grande Sauldre, 50 km severovzhodno od Bourgesa.

## Uprava
Vailly-sur-Sauldre je sedež istoimenskega kantona, v katerega so poleg njegove vključene še občine Assigny, Barlieu, Concressault, Dampierre-en-Crot, Jars, Le Noyer, Subligny, Sury-ès-Bois, Thou in Villegenon s 3.498 prebivalci.
Kanton Vailly-sur-Sauldre je sestavni del okrožja Bourges.

## Zanimivosti
- cerkev sv. Martina iz 12. stoletja,
- ruševine gradu iz 14. stoletja.